# Yann Zimmer
Yann Zimmer (ur. 7 lipca 1990 w Yverdon-les-Bains) – francuski kierowca wyścigowy pochodzenia szwajcarskiego.

## Kariera
Zimmer rozpoczął karierę w wyścigach samochodowych w 2009 roku od startów w Akademii Formuły Euro Series, gdzie siedmiokrotnie stawał na podium, a raz na jego najwyższym stopniu. Dorobek 117 punktów pozwolił mu zdobyć tytuł wicemistrza serii. W późniejszych latach pojawiał się także w stawce Le Mans Series, Szwajcarskiej Formule Renault, Alpejskiej Formuły Renault 2.0, Europejskiego Pucharu Formuły Renault 2.0, Speed EuroSeries oraz Euro Racecar NASCAR Touring Series.

## Statystyki
| Sezon | Seria                                           | Zespół             | Wyścigi | Zwycięstwa | PP | NO | Podium | Punkty | Pozycja |
| ----- | ----------------------------------------------- | ------------------ | ------- | ---------- | -- | -- | ------ | ------ | ------- |
| 2009  | Akademia Formuły Euro Series                    |                    | 14      | 1          | 2  | 2  | 7      | 117    | 2       |
| 2010  | Szwajcarska Formuła Renault                     | CO2 Motorsport     | 12      | 3          | 5  | 4  | 9      | 229    | 3       |
| 2010  | Le Mans Series – LMGT1                          | Matech Competition | 1       | 0          | 0  | 0  | 1      | 13     | 7       |
| 2011  | Alpejska Formuła Renault 2.0                    | ARTA Engineering   | 14      | 1          | 0  | 0  | 7      | 338    | 2       |
| 2011  | Europejski Puchar Formuły Renault 2.0           | ARTA Engineering   | 14      | 0          | 0  | 0  | 0      | 28     | 13      |
| 2012  | Euro Racecar NASCAR Touring Series - Elite 2012 | Scorpus Racing     | 4       | 0          | 0  | 0  | 0      | 201    | 20      |
| 2012  | Speed EuroSeries                                | Line Race          | 2       | 0          | 0  | 0  | 2      | 24     | 24      |
| 2013  | Euro Racecar NASCAR Touring Series - Elite      | Gonneau Racing     | 12      | 1          | 0  | 0  | 7      | 661    | 3       |
| 2014  | Euro Racecar NASCAR Touring Series - Elite 2012 | Scorpus Racing     | 4       | 1          | 0  | 0  | 1      | 185    | 21      |
| 2014  | V de V Challenge Endurance Proto - Scratch      | OAK Racing         | 1       | 0          | 0  | 0  | 0      | 0      | NS      |

† – Colombo nie był zaliczany do klasyfikacji.